# François-André Danican Philidor
François-André Danican Philidor (7. září 1726 Dreux – 31. srpna 1795 Londýn) byl francouzský šachista, hudebník a hudební skladatel. Je považován za nejlepšího šachistu své doby.

## Život
Philidor byl nejslavnějším šachistou 18. století. Narodil jako jedno z 23 dětí hobojisty a královského kopisty André Danicana Philidora. V patnácti letech se stal jeho učitelem Legall de Kermeur, který však o tři roky později svou výuku ukončil, neboť se Philidor stal lepším hráčem než byl on. Od osmnácti let tedy již Philidor nepotřeboval žádného učitele a v Café de la Régence porážel jednoho soupeře za druhým. Když roku 1745 sehrál jako první na světě současně dvě vítězné partie naslepo, zařadili osvícenští encyklopedisté Denis Diderot a Jean Baptiste le Rond d'Alembert tuto událost do svých spisů.

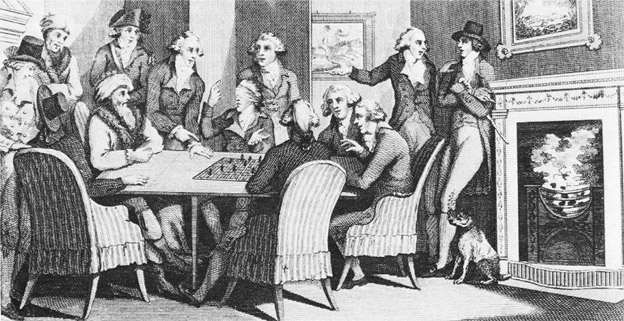
Philidorova hra naslepo roku 1745

Roku 1747 odjel Philidor do Londýna, aby se zde utkal v Slaughter's Coffee House s Philippem Stammou o neoficiální titul nejlepšího hráče světa. V zápase Philidor zvítězil 8:1 při jedné remíze (= 1), ačkoliv hrál všechny partie s černými kameny. Podle podmínek zápasu se remízy dokonce započítávaly Stammovi jako výhry, takže oficiálně byl konečný výsledek 8:2. Partie mezi Stammou a Philidorem se bohužel nedochovaly. Anglický šachista a vynikající matematik George Atwood, který sehrál s Philidorem mnoho zápasů a systematicky se zabýval zaznamenáváním jeho pozdních partií, uvádí první Philidorovu partii až z roku 1780.
Když roku 1755 porazil Philidor v Paříži svého učitele Legalla de Kermeur, nemohlo být o jeho světovém prvenství příliš mnoho pochyb, přestože se nikdy nestřetl s hráči modenské šachové školy (Giambattista Lolli, Domenico Lorenzo Ponziani a Ercole del Rio), jejichž srovnávací síla ve vztahu k ostatním světovým šachistům není známa. Jeho názory byly však potvrzeny ve vítězných utkáních s ostatními evropskými šachisty, včetně těch, kteří z italské šachové školy vycházeli. Vyhrál také nad šachovým Turkem, ale tuto partii označil za „nejtěžší ve svém životě“.
V Café de la Régence hráli s Philidorem šachy nejslavnější francouzské osobnosti té doby: Jean-Jacques Rousseau, Voltaire a také jeden z pozdějších vůdců francouzské revoluce Maximilien Robespierre. A právě po jejím vypuknutí byl Philidor politicky perzekvován (jeho hudba byla ve Francii zakázána) a tak roku 1792 raději odjel do Anglie. Do vlasti se mu již nikdy nepodařilo vrátit a roku 1795 v Londýně zemřel.

## Philidor jako reformátor šachu

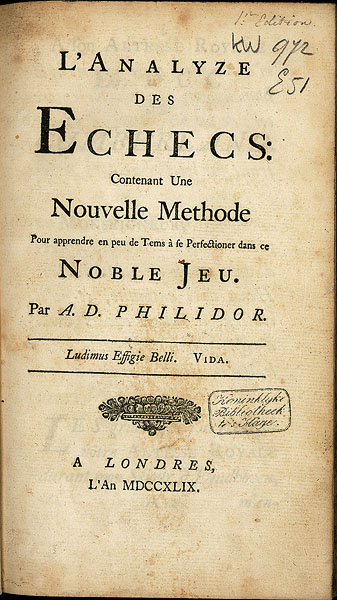
Titulní strana Philidorovy knihy L‘Analyse du Jeu des Echecs z roku 1749.

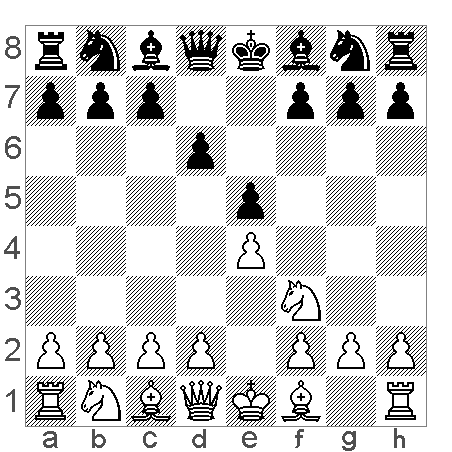
Philidorova obrana

Philidor byl prvním reformátorem šachové hry v historii. Zatímco celý šachový svět hrával podle zásad italské šachové školy, Philidor jako první objevil hlubší zásady šachové strategie. Své názory shrnul ve svém knižním díle L‘Analyse du Jeu des Echecs (Analýza šachové hry), které bylo vydáno v roce 1749. Tato kniha byla přeložena do angličtiny, němčiny a italštiny, zaznamenala nejméně 70 vydání a přes sto let byla považována za standardní učebnici šachu. Philidor v ní analyzoval devět různých typů šachových zahájení a zdůrazňoval přitom budování silného pěšcového centra. Jako první totiž pochopil klíčový význam pěšců pro šachovou strategii.
Svou nejslavnější zásadou, že „pěšci jsou duší hry“, se Philidor dostal do teoretického sporu s italskými šachovými mistry. Philidor doslova napsal:
| „ | Pěšci jsou duší šachové hry. Oni vytvářejí útok i obranu a na jejich dobrém či špatném postavení závisí vítězství nebo prohra. | “ |

Toto byla v jeho době zcela nová zásada, kterou nebyli s to plně pochopit ani Philidorovi současníci, a po dlouhou dobu ani jeho následovníci. Philidor učil opatrnému zacházení s pěšci a ospravedlňoval to tím, že se pěšci jako jediné kameny na šachovnici nemohou vracet, a tak napravovat chyby vzniklé jejich předešlým postupem. Dokazoval, že pěšci se nemají oslabovat izolovaným postupem jednoho z nich, nýbrž že mají postupovat v sevřeném útvaru. Vhodný postup pěšců považoval za tak důležitý, že mu podřizoval i vývin figur v zahájení. Proto se v Philidorově repertoáru usídlila zvláště tato dvě zahájení: střelcova hra bílými a Philidorova obrana černými (která je po něm pojmenována). Philidor tvrdil, že po prvních tazích 1. e4 e5 není dobrý tah 2. Jf3 (protože jezdec brání postupu pěšce f), ani tah Jc3 (protože pak brání jezdec tahu c3, který podporuje průlom d4), ale tah Sc4, který žádnému pěšci v postupu nebrání. Černými hrával Philidorovu obranu, protože se domníval, že po 1. e4 e5 2. Jf3 d6 získá černý postupem f5 dobrou hru.
Philidor byl při uplatňování svých zásad mnohdy značně jednostranný, neboť podceňoval možnosti figurové souhry, kterou propagovala italská šachová škola. Rozhodně neměl pravdu vždy a ve všem, ale přesto bylo jeho pojetí šachu naprosto nové a revoluční a na jeho názorech byly postaveny první základy moderní šachové strategie.

## Philidor jako hudebník
François-André pocházel z rodiny Philidorů, která byla známá svou dlouholetou hudební tradicí. Podobně jako jeho dědeček Jean Danican, nebo otec André Danican, strávil svou hudební kariéru jako jeden z dvorních hudebníků francouzského krále Ludvíka XV. Do královského sboru nastoupil jako zpěvák ve věku šesti let roku 1732. Mezi roky 1750 a 1770 byl vůdčím francouzským skladatelem a patří mezi zakladatele žánru francouzské komické opery. Na libreta různých autorů napsal 27 komických oper a tři lyrické tragédie. Jednou z jeho oper je Tom Jones (1765) podle románu z roku 1749, který napsal Henry Fielding.

## Vybrané šachové partie
- Captain Smith vs François André Philidor, London, England 1790, Bishop's Opening: Berlin Defense (C24), 0-1 Ukázka Philidorovy práce s pěšci, navíc pěkná matová kombinace na závěr.
- François André Philidor vs NN, Unknown 1749, Bishop's Opening: Boi Variation (C23), 1-0 Tato hra je možná Philidorovou kompozicí, která má ukázat hodnotu volného pěšce.